# Luigi Forlano
Luigi Forlano (Rocchetta Tanaro, 5 luglio 1884 – Nova Vas nad Dragonjo, 14 settembre 1916) è stato un militare e calciatore italiano, di ruolo centravanti, socio fondatore della Juventus.

## Biografia
Chiamato alle armi con lo scoppio della prima guerra mondiale, vi combatté come capitano dei bersaglieri. Nei giorni 14 e 15 settembre 1916 il XLVII battaglione bersaglieri del quale Forlano faceva parte partecipò all'attacco delle posizioni nemiche fra Nova Vas nad Dragonjo e quota 208 sud; raggiunto e superato l'obiettivo, il XLVII battaglione subì il contrattacco austro-ungarico. Rischiando l'aggiramento, fu costretto a ripiegare sulla linea di partenza e, il 15 stesso, venne inviato a Vermegliano per riordinarsi. Nell'azione il capitano Luigi Forlano risultò tra i dispersi del giorno 14 settembre dello stesso anno.
Luigi Forlano ebbe un figlio, Bruno, il quale seguì le orme paterne giocando nel Novara, e che come il padre morì in guerra, in questo caso durante la campagna di Russia nel secondo conflitto mondiale.

## Carriera
Iniziò a giocare nella Juventus, con la quale vinse il titolo nazionale del 1905 – il primo nella storia del club bianconero – segnando tre reti in quattro presenze nel corso di quel torneo. Con la compagine sabauda disputò sei campionati segnando complessivamente quattro reti in diciassette incontri.
Dopo un anno nelle file dei concittadini della Torinese, senza scendere in campo, nel 1908 passò al Milan. Esordì coi rossoneri il 17 gennaio 1909 nella trasferta di campionato persa 1-3 sul campo dell'US Milanese; sarà questa la sua unica partita con i meneghini.
Nella parte conclusiva della sua carriera, dal 1910 fino alla chiamata alle armi, militò nello Stresa, società dell'omonima città che, dopo la morte, gli intitolò lo stadio cittadino.

## Palmarès
- Campionato italiano: 1

Juventus: 1905